# Obispo Morales
Obispo Morales es una serie de cómic satírico de Ja que se publicó en "El Jueves" desde el 2006 hasta el 2009. Con su fin, el 26 de agosto del 2009, cesó la prolonganda colaboración de su autor con El Jueves.

## Características
Obispo Morales estaba protagonizada por el personaje homónimo, un alto cargo eclesiástico al que se muestra en total inobservancia de sus votos y en situaciones grotescas y escatológicas: manteniendo relaciones sexuales de todo tipo, defecando ostentosamente o aprovechándose de personas poco inteligentes o desvalidas.
Las entregas ocupaban una página y mostraban un estilo descuidado y caótico en blanco y negro. 